# واتسون (آرکانزاس)
واتسون (آرکانزاس) (به انگلیسی: Watson, Arkansas) یک شهر در ایالات متحده آمریکا با جمعیت ۲۱۱ نفر است که در آرکانزاس واقع شده‌است.

## موقعیت جغرافیایی
موقعیت جغرافیایی شهرها و مناطق اطراف به شرح زیر است: